# 細胞外RNA
細胞外RNA（Extracellular RNA，簡稱exRNA）又稱胞外RNA，泛指位於細胞外的RNA，包括環境中的RNA，以及多細胞生物組織間或體液（消化液、毒液、血液、尿液、精液、尿液等）中的RNA，已知原核生物與真核生物皆可釋放RNA到細胞外。胞外RNA的具體功能仍不清楚，但可能與個體或細胞間的訊息傳遞有關。
細胞外RNA通常位於外排體等細胞外囊泡中，或是與蛋白質結合，以避免被核糖核酸酶降解。mRNA、tRNA、miRNA、siRNA與lnRNA皆有在細胞外被發現，而rRNA雖為細胞中最多的RNA，但很少出現在細胞外。有些胞外RNA可作為癌症、糖尿病、關節炎或普利昂疾病的生物標記。美國國家衛生院發起了细胞外RNA通讯联盟（Extracellular RNA Communication Consortium，簡稱ERCC）的計畫以促進此領域的研究。